# Józef Sapieha (1737-1792)
Pour les articles homonymes, voir Sapieha.
Ne doit pas être confondu avec Józef Franciszek Sapieha ou Józef Stanisław Sapieha.
Józef Sapieha (né en 1737 – mort le 10 janvier 1792 à Roujany), membre de la noble famille Sapieha, maître d'hôtel de Lituanie, Regimentarz de Lituanie, membre de la Confédération de Bar

## Biographie
Józef Sapieha est le fils d'Ignacy Sapieha et d'Ana Krasicka.

## Mariage et descendance
Il épouse Teofila Strzeżysława Jabłonowska (pl) qui lui donne pour enfant:
- Alexandre Antoine Sapieha (1773-1812), chambellan de Napoléon Ier, explorateur et scientifique.

## Sources
- Notices d'autorité :   - VIAF
  - Pologne

- (pl) Cet article est partiellement ou en totalité issu de l’article de Wikipédia en polonais intitulé « Józef Sapieha » (voir la liste des auteurs).